# Притча о любви
«Притча о любви» — советский драматический фильм, снятый в 1975 году режиссёром Булатом Мансуровым на киностудии «Казахфильм».
Премьера фильма состоялась 6 февраля 1976 года. Фильм посмотрели 6,1 млн зрителей.

## Сюжет
Испытания нового самолёта завершаются неудачей из-за проблем с сердцем лётчика Таира. Его друг Николай Котов принимает участие в испытаниях, но вскоре также оказывается снят с полетов. Николай испытывает чувства к метрологу Маше, но не может решиться на свадьбу, вспоминая свою погибшую жену. Тем временем, Таир находит настоящую любовь и собирается свататься к Алме. Однако вскоре приходит ужасная новость о гибели Николая, что заставляет Таира снова сесть за штурвал самолёта.

## В ролях
- Жанна Куанышева — Алма
- Джамбул Худайбергенов — Таир
- Лариса Волченко — Маша
- Бикен Римова — Сара-апа
- Леонтий Полохов — Крапивин
- Канабек Байсеитов
- Б. Исмаилов
- Кененбай Кожабеков
- И. Синина
- Юрий Померанцев
- Фархад Аминов
- Дарига Тналина — администратор гостиницы
- Алексей Свекло — Николай
- Михаил Токарев
- Тамара Кротова — Таня

## Съёмочная группа
- Режиссёр: Булат Мансуров
- Сценаристы: Булат Мансуров, Эдуард Тропинин
- Оператор: Энуар Даулбаев
- Художник: Виктор Тихоненко
- Композитор: Александр Луначарский